# 塔蘭區
52°34′48″N 62°47′24″E / 52.58000°N 62.79000°E

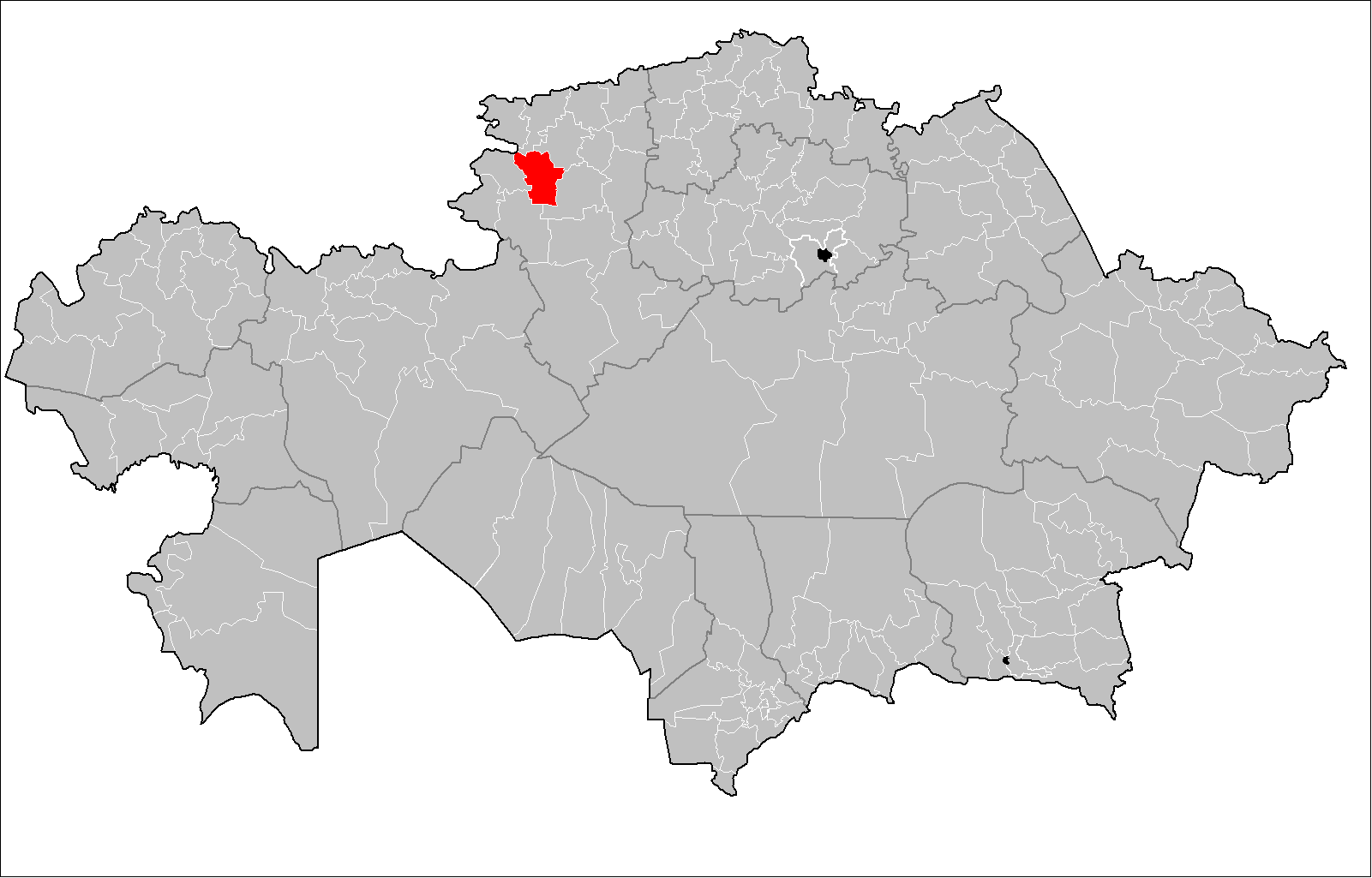

塔蘭區是哈薩克斯坦的行政區，位於該國北部，由庫斯塔奈州負責管轄，首府設於塔蘭，始建於1936年7月29日，面積7,600平方公里，2016年人口26,369。